# Pechanga Arena
Die Pechanga Arena ist eine Mehrzweckhalle im Stadtviertel Midway auf der Halbinsel Point Loma der US-amerikanischen Stadt San Diego im Bundesstaat Kalifornien. Die Arena bietet Platz für maximal 16.100 Besucher. In den 1960er und 1970er Jahren waren die beiden Basketballmannschaften der San Diego Rockets und der San Diego Clippers (NBA) in der Halle beheimatet. Das NBA All-Star Game 1971 wurde in der San Diego Sports Arena ausgetragen. Die Halle hat verschiedenste Sportarten wie Basketball, Eishockey, Indoor Soccer, Roller Derby, Arena Football, Boxen, Tennis, Inlinehockey oder Lacrosse beheimatet. Sie liegt südwestlich der Kreuzung der Interstate 5 und der Interstate 8 sowie rund zehn Autominuten vom San Diego International Airport entfernt.

## Geschichte
Die treibende Kraft zum Bau sowie Geldgeber der 6,4 Millionen US-Dollar teuren Arena war Robert "Bob" Breitbard (1919–2010). Früher Headcoach der San Diego State University war er Mitglied des Greater San Diego Sports Council, der Besitzer der Eishockeymannschaft der San Diego Gulls sowie war er von 1967 bis 1972 der erste Eigentümer der San Diego Rockets (NBA), die heute in Houston beheimatet sind. Seine Teams zählten zu den ersten Nutzern des San Diego International Sports Center. Die Halle wurde von Mark L. Faddis entworfen und von der Trepte Construction Company errichtet. Der Grundstein wurde am 18. November 1965 gelegt. Eröffnet wurde die Halle am 17. November 1966. Zunächst trug sie den Namen San Diego International Sports Center. Vier Jahre später wurde sie in San Diego Sports Arena umbenannt, dies blieb bis 2004.
2004 erhielt die Veranstaltungshalle ihren ersten Namenssponsor. Das Immobilien-Sparunternehmen iPayOne aus Carlsbad, San Diego County, zahlte für fünf Jahre 2,5 Mio. US-Dollar. 2007 wurde iPayOne wegen ausbleibender Zahlungen aus dem Vertrag entlassen und man kehrte zu San Diego Sports Arena zurück. Am 27. Oktober 2010 wurde bekannt, dass zwischen der Stadt, dem Betreiber AEG Facilities und den nordamerikanischer Ureinwohner der San Pasqual Band of Diegueno Mission Indians, den Besitzern des Indianerkasinos Valley View Casino, einen Vertrag über fünf Jahre und 1,5 Mio. US-Dollar ausgehandelt wurde. Insgesamt die Sportarena bis 2018 Valley View Casino Center. Die Pechanga Band of Luiseño Indians, Eigentümer des Pechanga Resort & Casino erwarben im Dezember 2018 die Sponsorrechte an der früheren San Diego Sports Arena. Die Eigentümer des Resort & Casino zahlen bis Mai 2020 jährlich 400.000 US-Dollar.
Die sportlich herausragendste Veranstaltung war am 31. März 1973 in der San Diego Sports Arena der Boxkampf um den Titel der North American Boxing Federation (NABF) im Schwergewicht zwischen Muhammad Ali und Ken Norton. Ali brach sich zu Beginn den Unterkiefer und verlor nach 12 Runden durch Punktniederlage (Split Decision). Es war eine seiner fünf Niederlagen in insgesamt 61 Kämpfen.
Neben den Sport wird die Halle für verschiedenste Unterhaltungsveranstaltungen wie Eis-, Stand-up-Comedy- und Familienshows sowie Zirkusveranstaltungen und Konzerte genutzt. So traten hier viele international erfolgreiche Künstler und Bands wie ABBA, Elvis Presley, B. B. King, U2, Neil Diamond, Creedence Clearwater Revival, AC/DC, Frank Sinatra, The Rolling Stones, James Brown, Depeche Mode, The Moody Blues, Rod Stewart, Rush, The Doors, Jimi Hendrix, Aerosmith, Yes, The Beach Boys, KISS, Duran Duran, Jethro Tull, Fleetwood Mac, Van Halen, Ozzy Osbourne, Prince, Cheap Trick, Eric Clapton oder Tina Turner auf.
Das Konzert der Band Dio vom 6. Dezember 1985 wurde hier aufgezeichnet und im Juni 1986 auf dem Livealbum Intermission veröffentlicht. Des Weiteren fanden Wrestlingveranstaltungen verschiedener Ligen wie der WWE oder der ECW statt.

### Geplanter Neubau
San Diego plant die Modernisierung des Stadtviertels Midway mit einer neuen Mehrzweckarena. Das Vorhaben trägt den Namen Midway Rising Project. Es wurde im August 2020 die Immobiliengesellschaft Brookfield Properties und das Veranstaltungsmanagement- und Dienstleistungsunternehmen ASM Global ausgewählt, um einen Mehrzweckbezirk mit Arena zu entwickeln. Neben einer neuen Halle ist eine Mischung aus Unterhaltung, Wohnen, Parks sowie Büros und Einzelhandel geplant. Mitte Juni 2021 wurde das Projekt gestoppt, da es angeblich gegen den Surplus Land Act (SLA) verstieß. Im Mai 2022 stimmte der Stadtrat von San Diego mit drei Vorschlägen auf einer Shortlist zur Neuentwicklung des Geländes im Bezirk Midway fortzufahren, wobei zwei Projekte verworfen wurden. Sie wollten sich nicht verpflichten eine neue Mehrzweckhalle zu bauen. Ein weiterer wichtiger Punkt des Projekts ist die Schaffung von günstigem Wohnraum. Der Bewerber Midway Rising unter der Leitung von Bauträger Zephyr aus Encinitas galt als Favorit für den Zuschlag, da es 2000 bezahlbare Wohnungen vorschlug. Mitte September des Jahres stimmte der Stadtrat von San Diego mit 7:1 für den Vorschlag der Gruppe Midway Rising, zu der neben Zephyr der Wohnungsbaupartner Chelsea Investment Corporation, das Unternehmen Legends, sowie Safdie Rabines Architects gehört. Das Angebot umfasst eine Halle mit 16.000 Plätzen, 2000 Wohnungen für Familien mit niedrigem und sehr niedrigem Einkommen, 250 Wohnungen für mittlere Einkommen und 2000 Wohnungen zu Marktpreisen. Des Weiteren sind ein Hotel mit 200 Zimmer, 4500 Parkplätze und 20 Acre (etwa 81.000 m²) Plaza und Parkflächen, einschließlich von 4,2 Acre (rund 17.000 m²) Dachparks, vorgesehen.

## Galerie

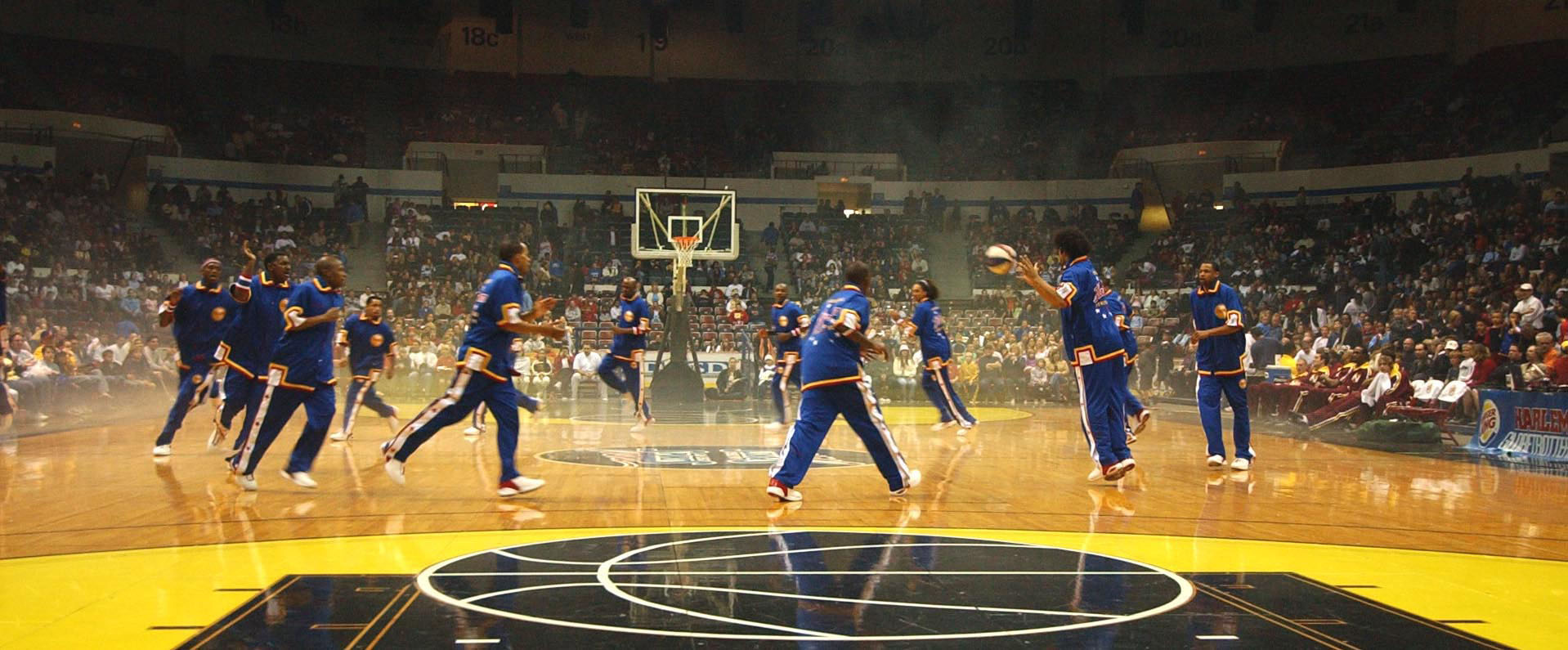
Die Harlem Globetrotters in der San Diego Sports Arena am 20. Februar 2004
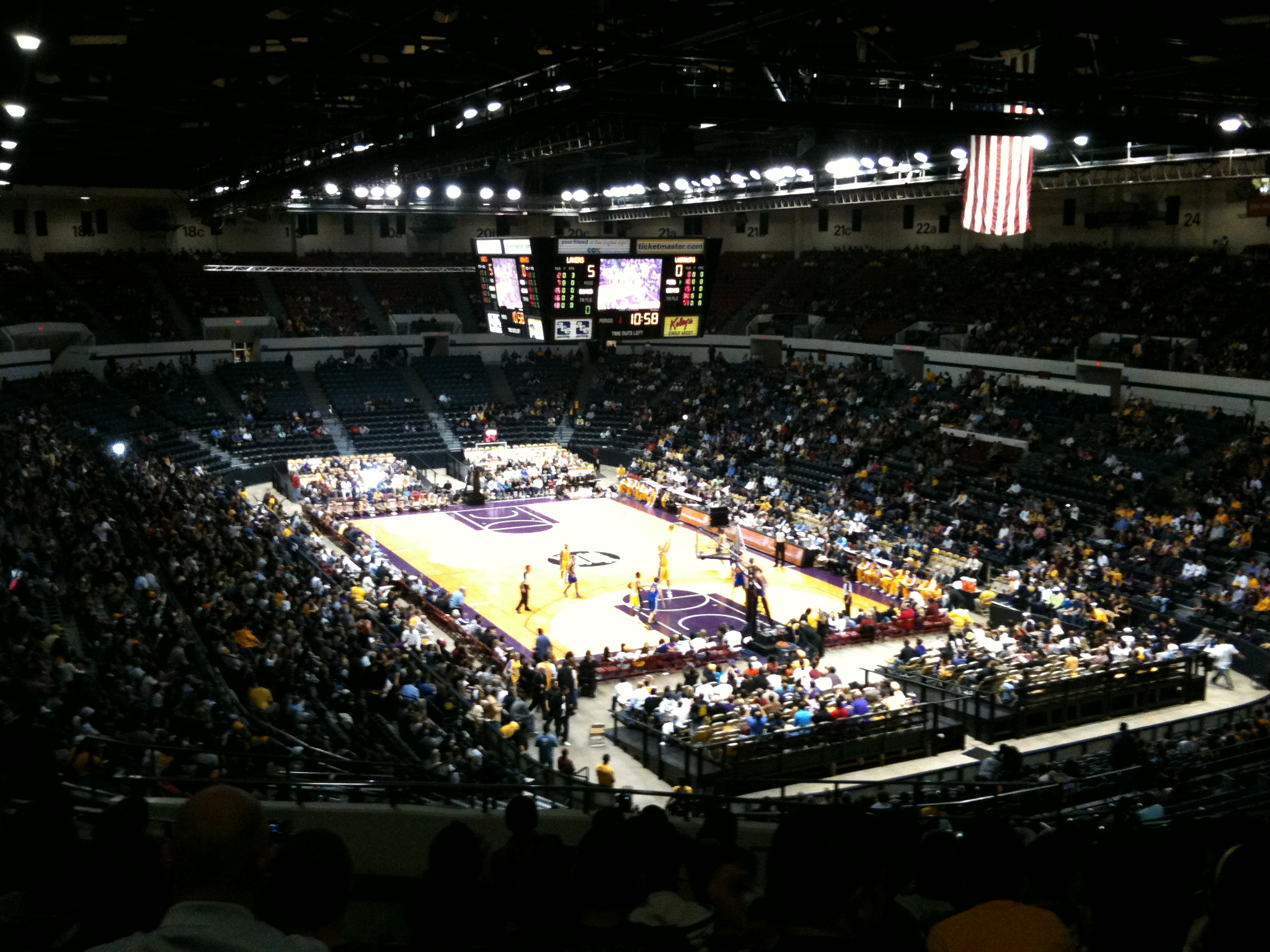
Basketballspiel in der San Diego Sports Arena (2010)
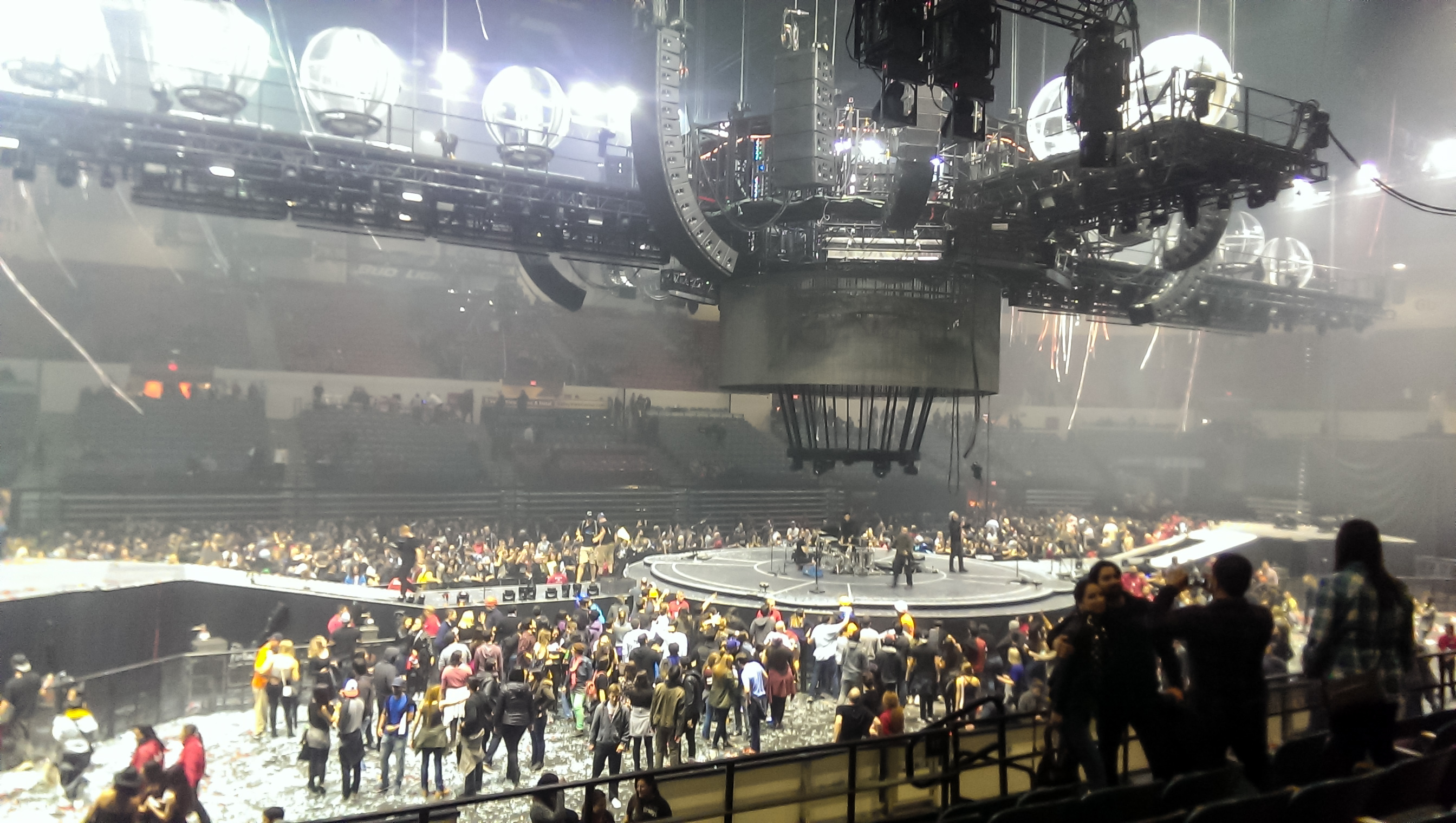
Konzert von Muse im Valley View Casino Center (2016)